# Congregación de Mena
La Congregación de Mena, cuyo nombre oficial y completo es Pontificia y Real Congregación del Santísimo Cristo de la Buena Muerte y Ánimas y Nuestra Señora de la Soledad Coronada (Mena), es una hermandad religiosa o cofradía con sede canónica en la Iglesia de Santo Domingo, en el barrio de El Perchel, en la ciudad de Málaga (España). Realiza su salida procesional durante la Semana Santa malagueña, en la tarde noche del Jueves Santo. El Santísimo Cristo de la Buena Muerte es el patrón y protector de la Legión Española.

## Historia

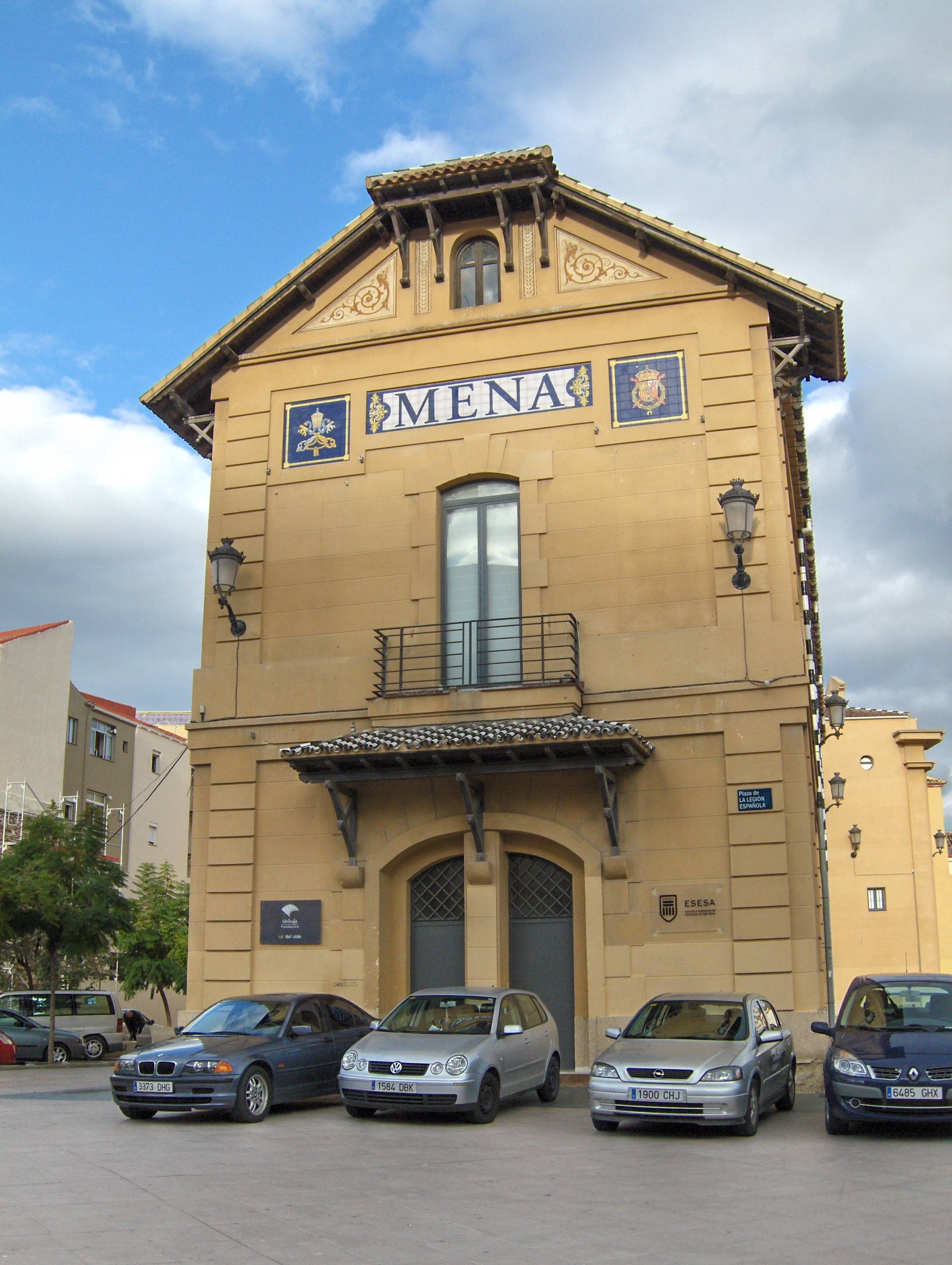
Edificio Italcable, una de las sedes de la cofradía.

La Congregación de Mena es el resultado de la fusión de la Antigua Cofradía de Nuestra Señora de la Soledad con la Hermandad del Santísimo Cristo de la Buena Muerte y Ánimas, hecho que ocurrió en el verano de 1915.
La Cofradía de Ntra. Sra. de la Soledad había sido fundada a mediados del siglo XVI al amparo del entonces Convento de Santo Domingo. La orden dominicana no tardó en ceder los terrenos necesarios para que se levantara la capilla y el panteón (1579). De su solemne y severa procesión el Viernes Santo, a la que asistía el Ayuntamiento, dirá el historiador Medina Conde que era “el simulacro de la mayor veneración del pueblo”. De la pujanza de la hermandad en la época Moderna nos hablan tanto la pertenencia a la misma de la nobleza local, la creación bajo su tutela de la Hermandad de Arcabuceros, así como la obtención, a partir de 1756, de la “Misa de Privilegio” a celebrar cada Sábado Santo por la demostrada intercesión de su Sagrada Titular en el salvamento de la tripulación de una fragata de la Armada Española. Durante todo el siglo XIX quedan demostrados tanto la pujanza y continuidad en los cultos y procesiones como la incorporación a la nómina de hermanos de la alta burguesía local.
Mucho más reciente y humilde en sus orígenes sería la Hermandad del Stmo. Cristo de la Buena Muerte, creada en 1862. Hito decisivo sería el descubrimiento primero y la permuta después de su originario crucificado titular por el incomparable Cristo atribuido a Pedro de Mena, procesionándose por primera vez en 1883. Sin embargo, este empuje cofradiero resultó flor de un día. Quedó, no obstante, un legado y un enigma histórico-lingüístico, acuñándose el término “menoso”.
El 16 de junio de 1915 las dos hermandades celebraban sendos Cabildos Generales por separado. Pocos meses más tarde, el 22 de agosto del mismo año se constituía en Santo Domingo de forma oficial la Real y Pontificia Congregación de Culto y Procesión del Stmo. Cristo de la Buena Muerte y Ntra. Sra. de la Soledad, aprobándose los primeros estatutos de la misma que redactó su primer Secretario General José María Revello Cázar y siendo elegido por aclamación primer Hermano Mayor Ricardo Gross Orueta.
Los años que siguieron a esta trascendental decisión se caracterizaron por un inusitado auge. Se va a dar continuidad todos los años a la procesión, se van a confeccionar nuevos tronos y se va a crear un valioso conjunto de enseres y túnicas.
En 1916 se estrena el trono de Palma García para el Cristo; al año siguiente, el de Antonio Prini para la Virgen y túnicas de terciopelo bordadas. En 1920 Antonio Baena regalará el primer manto bordado en oro de Ntra. Sra.. Durante el breve periodo en que Félix Sáenz Calvo fue hermano mayor (1924-1925), logra que presida el desfile procesional de 1925 el entonces Presidente del Gobierno, Primo de Rivera, además de restaurar a su costa la Capilla, dotándola de valiosos enseres, confeccionándose un nuevo manto para la Virgen. Con Joaquín Mañas (1927-1930), se logra vincular oficialmente a la Legión Española que hizo su primera guardia al Cristo en 1927 y desfiló por primera vez escoltando al ya proclamado como su “Protector” en 1930, además de recibir la visita de S.M. la reina Victoria Eugenia.
Tras la proclamación de la República, el 11 y 12 de mayo ardían casi todos los templos de la Ciudad. La Congregación solo logró salvar la imagen de la Soledad. González Anaya dejaba estos episodios novelados para la posterioridad en ”Las Vestiduras Recamadas”. Los años de la II República y los de nuestra Guerra Civil supusieron un grave revés. La pérdida del Cristo de Mena, de la capilla y de los enseres procesionales obligarán a un forzoso exilio en la Catedral, montándose, a partir de 1932 los tradicionales cultos internos en su honor.Durante la Guerra Civil, los congregantes de Mena son perseguidos y asesinados.
Un relevo generacional se produce entonces al frente de los destinos de la Congregación cubriendo esta difícil etapa el entonces joven Álvaro Príes Gross (1934-1939).
Tras la entrada de las tropas de Franco en Málaga el Obispado aprueba una nueva Junta de Gobierno bajo la presidencia de Álvaro Príes. Después de la primera salida procesional del nuevo Cristo (Semana Santa de 1942) el proceso de reconstrucción se culmina con el fructífero mandato de Miguel Serrano de las Heras (1944-1949) con los valiosos y singulares tronos realizados y diseñados entre 1943 y 1945 por el propio Palma y por el congregante E. Ruiz del Portal, un rico conjunto de insignias debidas a los Talleres Seco Velasco de Sevilla y los bordados del mando de la Virgen, palio, dalmáticas y túnicas, obra de Leopoldo Padilla.
El decenio de 1950 y los primero años sesenta representa para la Congregación una etapa de madurez con la total restauración de la Capilla y el Camarín, obra personal de Álvaro Príes.
La vinculación entre la Congregación y la Legión, reiniciada en la etapa anterior, se estrecha ahora más. A partir de 1960 se instaura la costumbre de que cada Tercio de la Legión tenga en sus acuartelamientos una imagen del Stmo. Cristo.
Los años sesenta son un periodo de atonía en los que se despueblan las filas de penitentes, el déficit económico y los problemas que generan los hombres de trono se tornan pesada carga para muchas hermandades.
Desde principios de los setenta se revitaliza la Congregación con José González Ramos (1973-1976) que pone en marcha una serie de atrevidas iniciativas, que culminan con la restauración del trono del Stmo. Cristo, la talla de una nueva cruz, realizada por el malagueño Francisco Ruiz, el establecimiento de un “tinglado” permanente y la realización de un nuevo “paso” para Ntra. Sra. de la Soledad, obra de Juan de Ávalos que rompía totalmente con la estética barroca.
Tras la muerte de Franco, dos H. Mayores, van a regir sus destinos: Francisco Fernández Verni y Vicente Pineda Acedo. Con el primero se dio un impulso a la proyección externa de nuestra Congregación. En su haber es preciso destacar, logros como la completa restauración del antiguo trono y manto de Ntra. Sra. de la Soledad (1979), y el reencuentro y acercamiento entre la Congregación y la Casa Real, logrando en marzo de 1978, que Mena fuese recibida por el nuevo monarca. Atendería visitas de altísimas personalidades como el entonces Presidente del Gobierno Calvo Sotelo (1982), llevaría al Stmo. Cristo a presidir el pregón de Semana Santa de 1984; desarrollaría importantes iniciativas culturales como el encargo del óleo que al Cristo dedicó F. Revello (1984). También se produce durante su etapa masiva incorporación de la juventud.
Por su parte, Vicente Pineda dotó a la Congregación de una mayor convivencia y formación espiritual, restaurándose la Eucaristía dominical, los ciclos de charlas “para formación permanente del cofrade”, ejercicios espirituales cuaresmales y reflexiones mensuales en el Convento de las H. de la Cruz. También se adquirió en 1988, el antiguo edificio Italcable y se reconstruyen las dependencias anejas a la capilla, además de habilitarse columbarios bajo la misma. Asimismo se recuperó la Celebración de la Soledad de María en el Sábado Santo (1988), quedó custodiada en nuestra capilla la antigua bandera del T.A. Galicia (1990), se celebraron el LXXV aniversario de la creación de la actual Congregación, el L de la bendición del Cristo y se estrenó un nuevo halo para la Virgen.
Los años finales del siglo XX y el inicio del XXI han venido marcados por los mandatos como hermanos mayores de Álvaro Mendiola (1993-2002) y Cayetano Utrera (2004-2008). Tras vencer grandes dificultades económicas iniciales, estos años ha venido marcados por grandes logros materiales e institucionales tales como la imposición de la medalla de oro a S.M. el Rey, la visita del Príncipe de Asturias, el traslado al puerto del Cristo para recibir a la Agrupación Canarias, la rehabilitación de Italcable, la restauración del trono del Stmo. Cristo por Ruiz Liébana y la recreación del de la Virgen según proyecto de J. Castellanos por A. Ibáñez y su equipo; el reconocimiento por el arzobispo castrense de España de nuestra unión especial con las Fuerzas Armadas así como la celebración del 250 aniversario de la vinculación de la Soledad con la Armada.
Finalmente, la nueva junta presidida por A. Jesús González pretende culminar grandes proyectos como el nuevo manto de procesión y acometer obras asistenciales y benéficas de envergadura.
En junio de 2011 el Obispado de Málaga concedió la autorización definitiva para que este Crucificado forme parte de las catorce devociones populares que procesionarán por la avenida de la Castellana en el vía crucis público que se está organizando en la capital por las Jornadas Mundiales de la Juventud que se están organizando en Madrid para el año 2011 y que contarán con la asistencia del Papa Benedicto XVI.

## Titulares

### Santísimo Cristo de la Buena Muerte y Ánimas

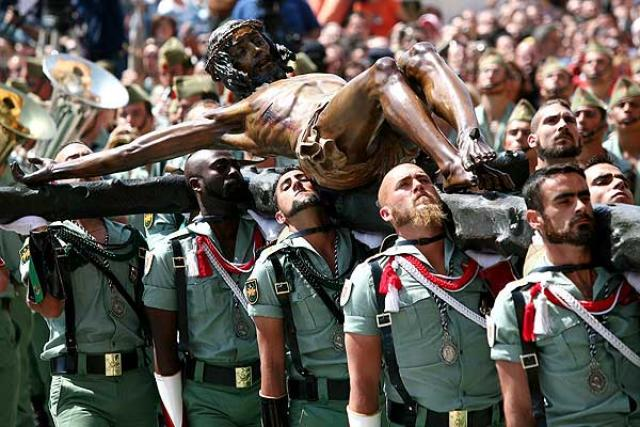
Cristo de la Buena Muerte y Ánimas

La imagen del Cristo de la Buena Muerte y Ánimas fue bendecida en 1942, año en que se produjo su primera salida procesional, en una etapa difícil y de reconstrucción de la Semana Mayor malacitana, tras los tristes sucesos de mayo de 1931 en que la talla primigenia desapareció y supuso un antes y un después para la mayoría de las corporaciones nazarenas. Este hecho supondría un fuerte varapalo para la Congregación, que aún hoy no se ha esclarecido —producto de la leyenda— y que pareció resurgir de las cenizas con el actual crucificado que talló el escultor malagueño Francisco Palma Burgos. 
La escultura, que costó 30 000 de las antiguas pesetas y sufragadas por un grupo de congregantes, es una reinterpretación del original, como si el escultor Pedro de Mena hubiera guiado las manos de Palma desde el cielo. Es lo que algunos han llamado la recreación admirable de lo único, la recreación del Cristo de Mena, aunque no es una copia exacta. Las diferencias entre ambos Cristos son obvias: el de Palma presenta unas proporciones un poco más grandes, la pierna izquierda descansa sobre la derecha (en el de Mena es al contrario), tiene los cabellos de forma distinta y el anudado del paño de pureza lo tiene en el lado derecho, mientras que Mena lo talló en la parte izquierda. Pero en líneas generales coinciden la plástica de la escultura y el tamaño de los brazos, que son más cortos con respecto al resto de la imagen. A pesar de todo ello, el Cristo continúa llamándose de Mena recordando al que desapareció, y que dio y da nombre y se le conoce popularmente, desde sus orígenes, a esta cofradía. En 2008 fue restaurado por Maite Real Palma, que realizó los trabajos de limpieza y recuperación del mismo. 
El rostro del crucificado de Palma representa la muerte personificada. Tiene la boca entreabierta y se le aprecian los detalles de los dientes y la lengua. Por las sienes cae la sangre de la corona de espinas (que un congregante elabora cada año y que se le impone antes de la salida procesional) hasta empapar y enlazar los cabellos rizados. Las manos y los pies, desfigurados. Los brazos y las piernas están amoratados. Los ojos inertes. El reguero de sangre fluye por todo el cuerpo, del mismo modo que el que mana de la herida del costado derecho. Cristo pende de una cruz arbórea yerto, aunque su cuerpo, de complexión fuerte, irradia amor. Todo está consumado. Una imagen que impresiona, que impacta. Todo una lección de anatomía, según describe el doctor Aurelio Díaz en su estudio anatómico de la talla, que es de estilo neobarroco. 
El conjunto de esta representación pasionista lo completa la figura de María Magdalena, que arrodillada, llora desconsolada a los pies del Santísimo Cristo. No puede comprender como Jesús ha acabado en la cruz. También obra de Palma Burgos en 1945, forma el Calvario tradicional anterior a 1931 y presenta una larga cabellera suelta sobre la que circunda una aureola. En 2006 fue restaurada por Estrella Arcos, que llevó a cabo una profunda labor para devolverle todo su esplendor original.

### Nuestra Señora de la Soledad Coronada

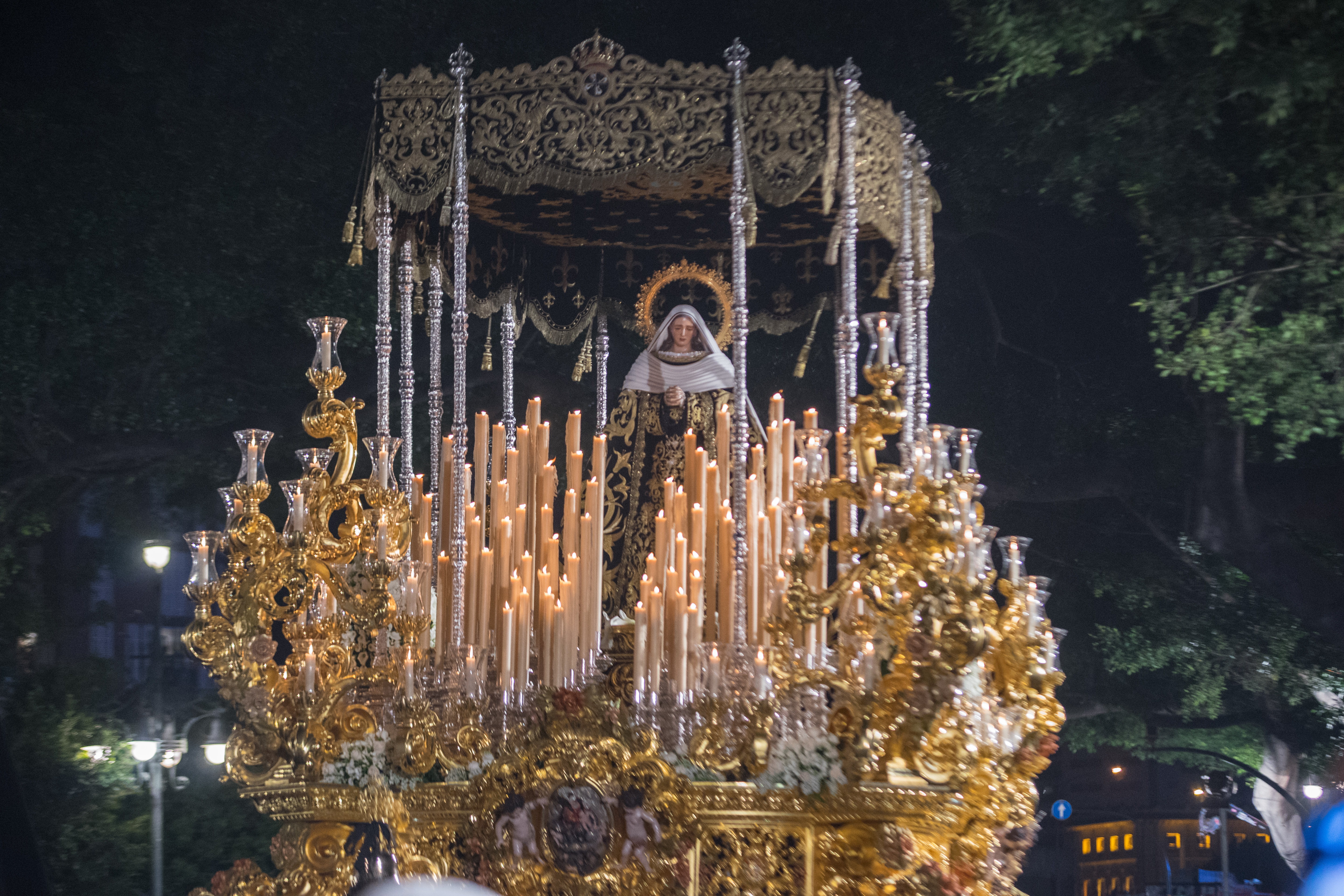
Virgen de la Soledad de Mena

La Virgen de la Soledad era una dolorosa del siglo XVIII, titular de la antigua hermandad de Nuestra Señora de la Soledad, al amparo del convento de Santo Domingo. Realizaba su salida procesional el Viernes Santo y asistían el Concejo y todos los nobles de la ciudad. Hay que reseñar la obtención de la ‘Misa de Privilegio’ a celebrar cada Sábado Santo por la intercesión de la Virgen en el salvamento de la tripulación de una fragata de la Armada española frente a las costas malagueñas. Momento en el que nace una vinculación de Nuestra Señora de la Soledad y la Armada, Hermano Mayor Honorario de la cofradía, que en 2006 se conmemoraron los 250 años con diversos actos. 
Esta Dolorosa se procesionó hasta 1943 que fue sustituida por la talla actual, otra Dolorosa de características antequeranas y de la dicha ciudad de Antequera  datada del siglo XVIII. El nuevo trono fue un diseño del congregante Enrique Ruiz del Portal, y en 1948 se estrenó el manto bordado en oro fino con dibujos, orlas y remates de estilo barroco sobre terciopelo negro, realizado en los talleres de Leopoldo Padilla. Fue restaurado por el bordador malagueño Juan Rosén en 1979.
La Congregación solicitó formalmente al obispado de Málaga que tenga a bien conceder la coronación Canónica a Nuestra Señora de la Soledad, la cual se celebrará el 11 de junio de 2016.

## Tronos
Trono del Cristo
La efigie del Cristo va sobre un trono de singular diseño. Francisco Palma Burgos lo realizó en 1943 con una estructura troncopiramidal,y un frente dotado de un cornisamiento curvado, con cuatro hachones en sus esquinas, en palabras del profesor Agustín Clavijo, y de madera tallada, dorada y policromada en estilo neobarroco. De esta forma, se establece un conjunto armónico perfecto que realza la imagen. Hay que destacar los iconos que aparecen en los laterales: los bustos de Santo Domingo de la Calzada y la Dolorosa. Del mismo modo que el escudo de la Congregación en el frontal y el de la Legión en la parte trasera. En 2001 el trono fue restaurado por Rafael Ruiz Liébana, con la consolidación, reposición y dorado de sus partes.
Trono de la Virgen de la Soledad
Hay que destacar el nuevo trono de la Virgen que se estrenó el Jueves Santo de 2006. Esta nueva pieza artística fue tallada por el tallista sevillano Antonio Ibáñez Vallés interpretando el diseño de Jesús Castellanos. El dorado correspondió a Manuel Calvo Carmona. Presenta la misma forma del anterior trono, especialmente por la circunstancia de respetar la colocación del palio ochavado, y por exigencias de la cofradía, que deseaba mantener el estilo único del trono en Málaga. Está realizado en roble real, dorado con oro fino de ley. 
Esencialmente, el nuevo trono que como decimos respeta escrupulosamente la forma del anterior, presenta, sin embargo, una riqueza en talla barroca de los elementos del cajillo de una cierta valentía. Se respetan las tres cartelas, (central y las dos laterales), pero el concepto de talla ejecutado, nada tiene que ver con el estilo del anterior: Castellanos se inspira en los medallones que existen en los paramentos laterales del altar mayor de Santo Domingo, y a tal fin, concibe cada cartela como un lujo de hojas barrocas que envuelven un medallón, sostenido por dos preciosos angelotes y que a su vez sostienen guirnaldas estofadas.
La imaginería auxiliar del trono, que se sitúan en los citados medallones centrados en las cartelas, se han ejecutado en el taller de Encarnación Hurtado, en Sevilla, y se basan en una interpretación preciosista del cuadro de Alonso Cano que existe en la Catedral de Málaga, y que representa a la Virgen del Rosario, advocación dominica por excelencia y primera patrona de la Armada. La segunda imagen, que es la Inmaculada, está inspirada en el cuadro, también en la Catedral malacitana, de un cuadro de Claudio Coello. La tercera cartela estará presidida por una Virgen del Carmen, reproducción interpretada de la imagen que se venera en el Panteón de Marinos Ilustres de San Fernando. Por último, fuera de proyecto, pero importante por su significado, se decidió colocar una imagen de la patrona de Málaga, la Virgen de la Victoria, en un altar que recuerda el dosel que lleva en su trono procesional, en el lugar que ocuparía la cuarta cartela, y que por necesidad de montaje, no se puede colocar.
La nueva candelería, diseñada y fabricada por Talleres Villarreal, en plata de ley, también se estrenó en 2006 y consta de ochenta y un candelabros. Estos candelabros recuerdan elementos del trono, como las ánforas, nudos de las barras de palio, macollas del palio, etc. 
Por su parte, el palio es ochavado. Se ejecutó en 2001 en los Talleres de Fernández y Enríquez (Brenes) manteniendo el diseño del anterior (de Leopoldo Padilla en 1948) y sustituyendo la gloria central, que representaba el escudo de la Congregación por el escudo pontificio. Por citar otro de los elementos ornamentales del trono, las ánforas son un diseño de Jesús Castellanos y ejecutadas en los Talleres de Villarreal en 1990.
En el año 2011 se estrenó el manto procesional, ejecutado por el taller de Salvador Oliver Urdiales y diseñado por Jesús Castellanos Guerrero, quedando completamente renovado con esta pieza el conjunto procesional de la Virgen.

## Sede canónica
Su sede canónica es la iglesia de Santo Domingo, del barrio del Perchel. Las Sagradas Imágenes se sitúan en la primera capilla de la nave derecha.
El siglo XIX supone el fin de la vida conventual. En un primer momento, la guerra de la Independencia esquilma el patrimonio ornamental de la iglesia. En 1833, con la desamortización, abandonan los frailes el convento y se pierde gran parte de su patrimonio, como los archivos, la biblioteca y buena parte de las obras de arte de su interior.
El edificio conventual pasó a la Diputación Provincial que lo usó como hospicio y como asilo de ancianos, para pasar en el siglo XX a ser un corralón de vecinos. Fue demolido en 1998.
La iglesia, que no pudo ser vendida ni reutilizada para otras actividades, pasó al Obispado de Málaga que la convirtió en parroquia en 1853.
La proclamación de la 2ª República en 1931 y las revueltas sucedidas en la ciudad en ese año fueron la causa del incendio de la iglesia que quedó en ruinas. También desaparecieron los archivos parroquiales, que vuelven a incendiarse en junio de 1931.
Solo una nave lateral fue reconstruida en un primer momento, hasta que en 1953 el arquitecto Enrique Atencia acomete la tarea de la reconstrucción de las tres naves. El exterior es modificado en 1995 por la reforma del cauce del río Guadalmedina. Este es el edificio que hoy podemos contemplar y del que apenas los cimientos quedan de la antigua iglesia.

## Marchas dedicadas
Banda de Música:
- Plegaria al Santísimo Cristo de la Buena Muerte, Ginés Torrano Soler (1987)
- Cristo de la Buena Muerte, Emilio Bachiller y José Aguilar Lima (1989)
- El Cristo de la Buena Muerte, Enrique Damián Blasco Cebolla (1991)
- El Cristo de la Legión, Eloy García López (1995)
- La Soledad, Eloy García López (1995)
- Pasa la Soledad, José Antonio Molero Luque (1997)
- En la Cruz, Gabriel Robles Ojeda (2005)
- Bajo tu manto, Eloy García López (2006)
- Soledad de Mena, Juan Antonio Barros Jódar (2006)
- Soledad Perchelera, José Antonio Molero Luque (2006)
- Virgen de la Soledad, Guillermo Urrestarazu Capellán (2006)
- A ti, Soledad, Francisco Cano Ruíz (2014)
- Soledad de Mena, José Antonio Molero Luque (2014)
- Centenario, José Antonio Molero Luque (2015)
- Centenario de Mena, José Manuel Castilla (2015)
- La Soledad, Sergio Bueno de la Peña (2015)
- La Virgen de la Soledad, Juan Manuel Parra Urbano (2015)
- Coronación de la Soledad, José Antonio Molero Luque (2016)
- Soledad de Mena Coronada, Antonio González Écija (2016)
- Regina Maris, Francisco Javier Criado Jiménez (2016)
- Tu Coronación, Soledad de Mena, Francisco Cano Ruíz (2016)
- Flor de lis, José Luis Pérez Zambrana (2016)
- Soledad Marinera, Sergio Infante Pérez (2016)
- En tus manos, Soledad, Alfonso López Cortés (2016)
- Soledad Coronada, Narciso Pérez Espinosa (2016)
- Frente a ti, Eloy García López (2016)
- Soledad de Mena, Reina del Perchel, Antonio Jesús Pareja Castilla (2020)
- Soledad de Santo Domingo, Francisco Jesús Flores Matute (2020)
- A hombros de Legionarios, Abel Moreno Gómez (2022)
- Las noches de la Soledad, Jose Almahano Rodríguez  (2023)
- La Buena Muerte, Jose Almahano Rodríguez (2024)

Cornetas y Tambores:
- El Cristo de la Buena Muerte, Alberto Escámez (1926)

## Casa de Hermandad
Lo que se ha destinado definitivamente como museo y salón de tronos ha sido el edificio anexo a Italcable. El nuevo salón de tronos se inauguró en 2001 y ha aportado no sólo un inmueble como elemento característico de la presencia de Mena en la Semana Mayor y en la ciudad, sino una ubicación donde hacer vida cofrade durante todo el año. Las dimensiones de la parte baja hacen del salón de tronos uno de los más grandes que existen en Málaga de tal forma que ambos tronos pueden entrar y salir a la vez en paralelo. Las vitrinas exponen el patrimonio en un museo cofrade que se ha visto culminado en 2007 con la inauguración del suelo de mármol, que posee un diseño cuyas baldosas recogen los colores de la cofradía, el blanco y el negro. Hay que destacar el escudo de mármol de la Congregación en el centro del suelo, que junto al inmenso lienzo del Cristo de la Buena Muerte del pintor Armando Pareja Tello, casi a tamaño natural, que pende del techo del propio salón, envuelve un conjunto muy vistoso y elegante. En la parte superior se encuentra la sala capitular donde se celebran también diversos actos de la cofradía y punto de encuentro de los hermanos durante el año.

## Jornada Mundial de la Juventud
El Cristo de la Buena Muerte fue una de las quince tallas de toda España que participó en el Vía Crucis en las Jornada Mundial de la Juventud celebradas en Madrid en agosto de 2011 junto al Papa Benedicto XVI. Representó la estación del Vía Crucis número XI, Jesús muere en la Cruz.
Fue una de las cofradías que más expectación creo. Durante su estancia en la Catedral Castrense recibió más de 40.000 visitas en sólo 4 días, además el cristo recibió la guardia de honor del Tercio Alejandro Farnesio. El 18 de agosto se procedió a su traslado a hombros de cofrades desde la Catedral Castrense hasta el Cuartel General de Ejército, donde fueron relevados por los legionarios, llevándolo, a veces "al pulso" (brazo estirado hacia arriba), al paseo de Recoletos, lugar donde se realizaría el Vía Crucis. Allí el Cristo fue colocado por los cofrades en su trono procesional. Tras este evento recorrió el centro de Madrid junto a los demás pasos (a excepción de la Santa Cena de Salzillo, en delicado estado),  en la llamada Procesión Magna , hasta que se recogió a las 04.20 a.m. en los arcos del Palacio Real rodeado de gran ambiente y expectación.

## Recorrido oficial
| Predecesor: Zamarrilla | Orden de entrada en el Recorrido Oficial (Jueves Santo) 6º lugar | Sucesor: La Misericordia |